# غلامان (مقاطعة بجنورد)
غلامان (بالفارسية: غلامان) هي قرية تقع في إيران في قسم غلامان الريفي. يقدر عدد سكانها بـ 2,665 نسمة .